# Mela Hudson
Mela Hudson (24 de julio de 1987 - 14 de agosto de 2018) fue una actriz y productora de cine estadounidense, reconocida por sus papeles en Men in Black 3, The Sisterhood of Night y Hits. Hizo su debut como productora en el 2013 en Presence y Resident Evil: Red Falls, siendo esta última reconocida por CAPCOM y por la franquicia de Resident Evil.

## Carrera
Mela Hudson originalmente utilizó el nombre artístico "Nikki Holister". En julio de 2015 anunció a través de las redes sociales que su nombre definitivo sería "Mela Hudson". El 11 de septiembre de 2012 obtuvo el premio People's Choice Award en los premios Coleman.
Hudson aparece en el vídeo musical de la canción "Mother" de Deborah Harry interpretando a un zombi. Participó en la película Hits de David Cross, la cual hizo parte del Sundance Film Festival en 2014. En octubre de 2014, Hudson anunció que estaba en desarrollo su primera película animada, Tomboy. La escribió como una historia corta inicialmente, pero luego decidió realizar una adaptación a la pantalla gigante.

## Filmografía
| Año  | Título                              | Rol             | Notas                                |
| ---- | ----------------------------------- | --------------- | ------------------------------------ |
| 2010 | Z Day                               | Katherine       |                                      |
| 2012 | The Curse of Ba'al                  | Natalie         |                                      |
| 2012 | Men in Black 3                      | Hipster         |                                      |
| 2013 | Presence                            |                 | Película corta Productora Ejecutiva  |
| 2013 | Resident Evil: Red Falls            |                 | Coproductora                         |
| 2014 | Hits                                | Amiga de Julie  |                                      |
| 2014 | The Sisterhood of Night             | Chica           |                                      |
| 2015 | Where Is My Golden Arm              | Alisha          | Película corta                       |
| 2015 | The Brain Hunter                    | Detective Mills |                                      |
| 2015 | Hybrid Vigor                        |                 | Productora asociada                  |
| 2016 | Split Costs                         | Emma            | Papel principal Película corta       |
| 2016 | Pick Me Up                          | Jen             | Papel principal Película corta       |
| 2017 | Eight                               | Sarah           | Papel principal Película corta       |
| 2017 | Tomboy                              | Jenny (voz)     | película corta, animación Producción |
| 2017 | Share with Me Your Brightest Colors |                 | Productora ejecutiva                 |
| 2017 | Candles                             | Ellen Rowden    |                                      |